# Curculionoidea
Curculionoidea jsou nadčeleď brouků označovaných všeobecně jako nosatci. Obvykle to jsou brouci menší než 6 mm a obecné jméno si vysloužili vzhledem ke tvaru jejich hlavy, protažené do dlouhého nosce.
Je známo přes 60 000 druhů v několika čeledích, jednou z nich jsou Curculionidae (praví nosatci).
Mnoho nosatců škodí na různých plodinách. Brouk pilous černý (Sitophilus granarius) poškozuje obilniny, škůdce na bavlníku nosatec Anthonomus grandis poškozuje bavlníkové tobolky tím, že klade vajíčka do nevyzrálých tobolek a larvy brouka pak tobolku zničí.
Nosatci jsou často nalézáni v suchých plodech jako jsou ořechy a semena, cereálie a obilné produkty. V domácích podmínkách mohou být zpozorováni v mouce, kterou často úspěšně zamořují. Napadají též ovesné vločky, kroupy, krupici a mnohé další obilné produkty, do kterých mohou zanést bakterie, např. E. coli, které mohou způsobovat různé nemoci.

## Taxonomie
Protože je zde mnoho druhů v široké různorodosti, je zařazování nosatců ve stadiu neustálých proměn. V zásadě jsou nosatci rozděleni do dvou hlavních oddílů, Orthoceri - primitivní nebo nepraví nosatci a Gonatoceri - praví nosatci (nosatcovití Curculionidae). Zimmerman navrhoval ještě třetí oddíl, Heteromorphi, pro několik přechodných forem. Nepraví nosatci se odlišují tím, že mají přímá tykadla, zatímco praví nosatci mají zahnutá (uzlovitá) tykadla. U pravých nosatců se tento ohyb projevuje na konci prvního článku tykadla, který je obvykle delší než ostatní segmenty. Objevují se však některé výjimky. Nanophyini jsou primitivní nosatci, s uzlovitými tykadly zahnutými za prvním článkem. Z pravých nosatců mají Gonipterinae a Ramphus krátký první článek a malé nebo žádné zahnutí.

### Čeledi
- Anthribidae Billberg, 1820 - větevníčkovití
- Attelabidae Billberg, 1820 - zobonoskovití
- Belidae Schönherr, 1826
- Brentidae Billberg, 1820 - dlouhanovití
- Caridae Thompson, 1992
- Curculionidae Latreille, 1802 - nosatcovití
- Ithyceridae Schönherr, 1823
- Nemonychidae Bedel, 1882

## Fotogalerie

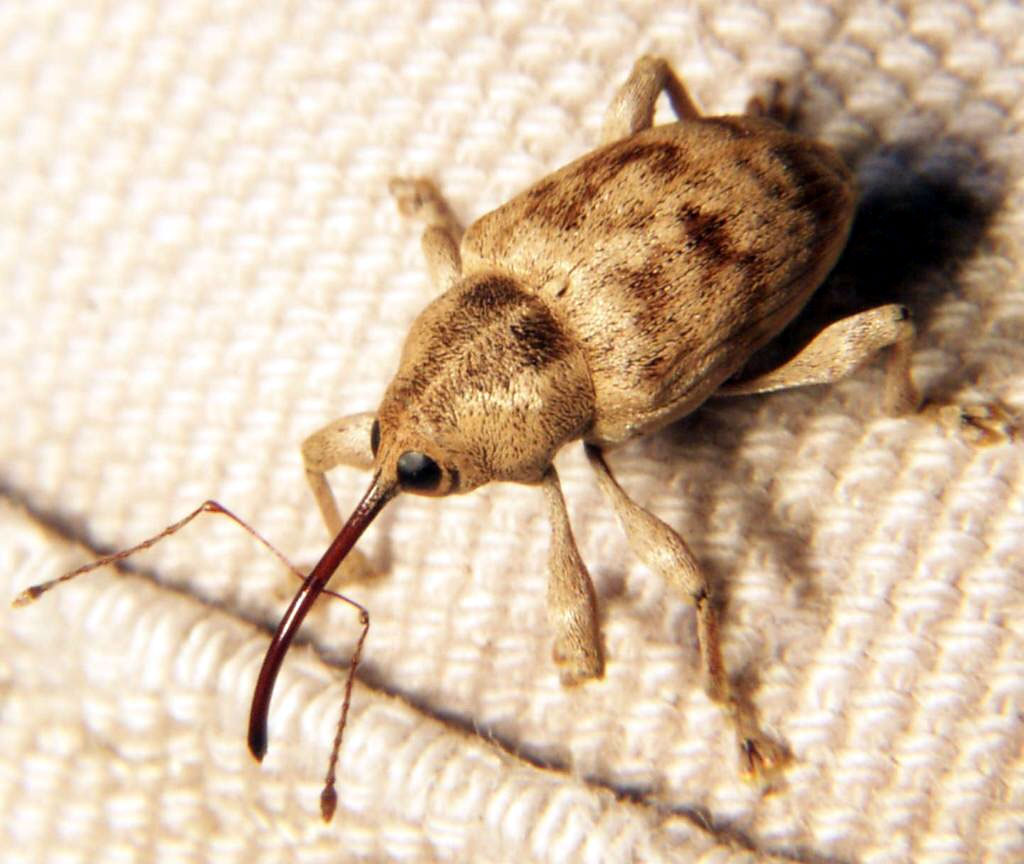
Nosatec rodu Curculio
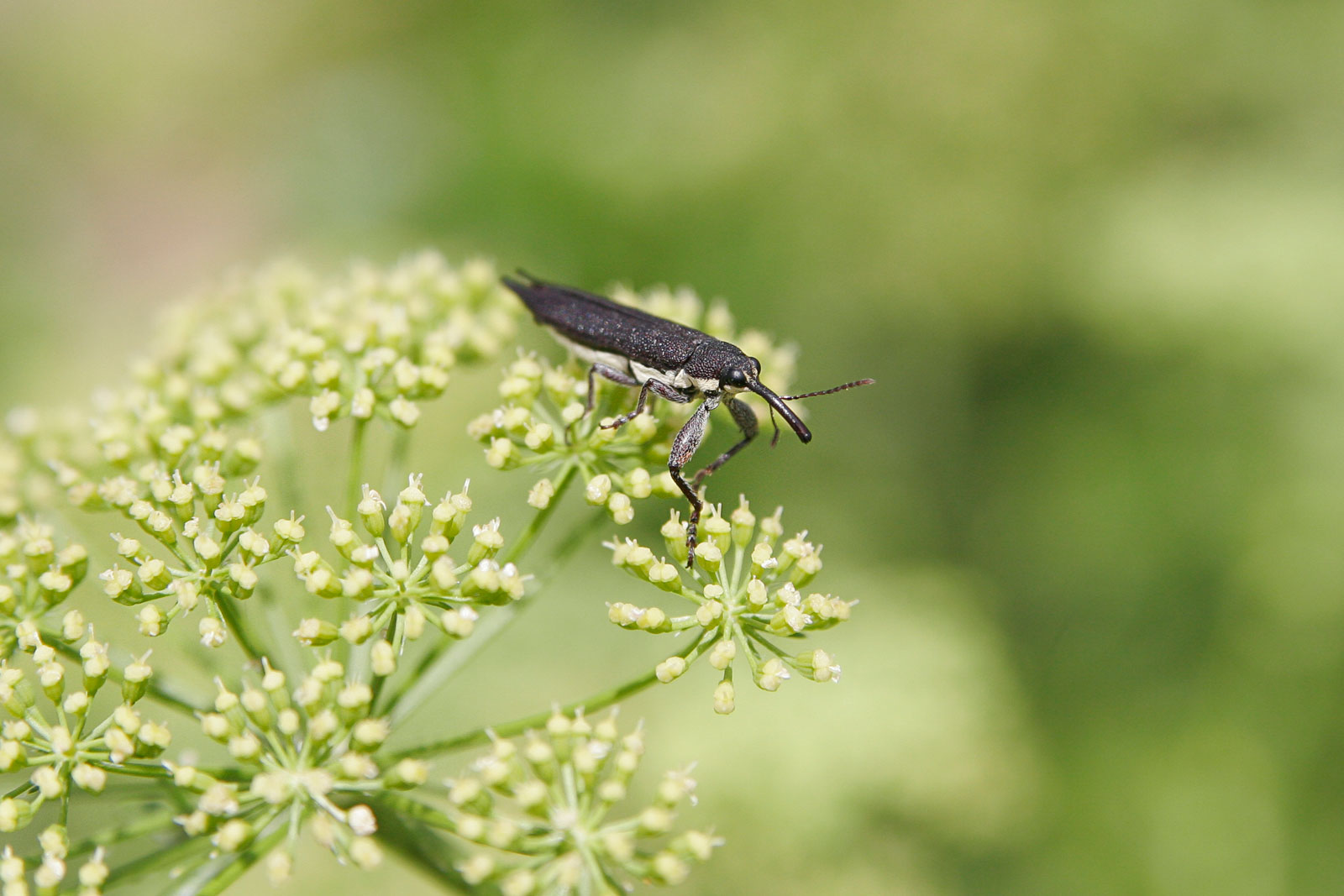
Nosatec čeledi Belidae na květu petržele.
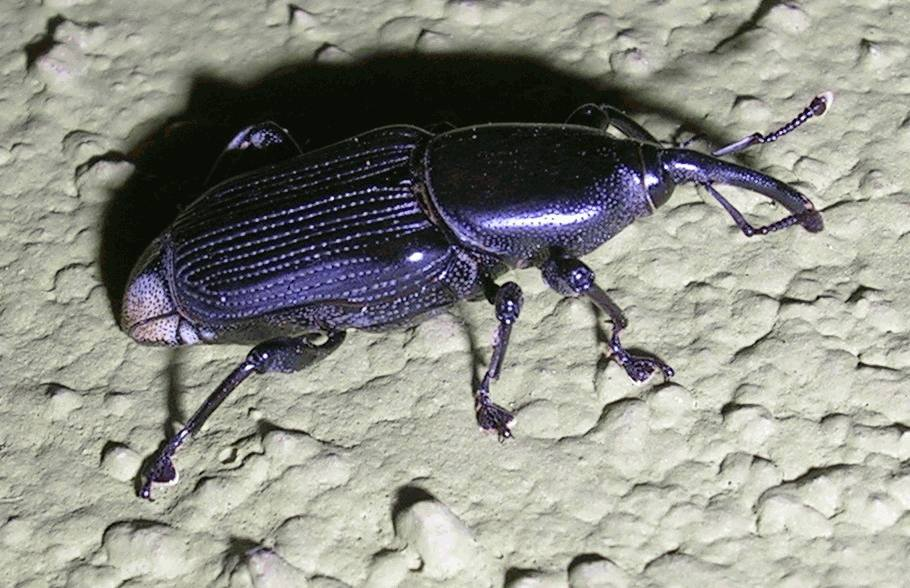
Nosatec z Indie
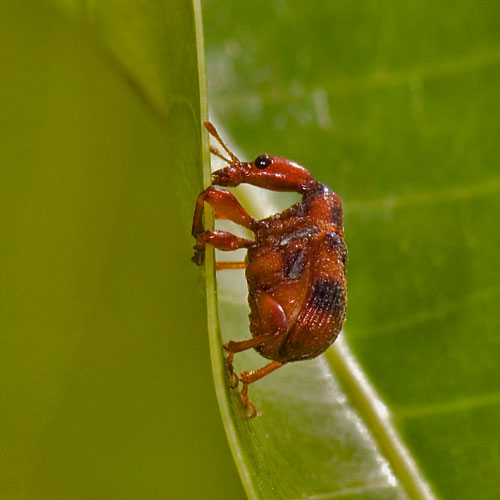
Indická zobonoska